# Лавин, Янник
Янни́к Лави́н (фр. Yannick Lavigne; 31 мая 1975, Кретей) — французский гребец-каноист, выступал за сборную Франции в конце 1990-х — середине 2000-х годов. Участник летних Олимпийских игр в Афинах, бронзовый призёр чемпионата мира, победитель многих регат национального и международного значения.

## Биография
Янник Лавин родился 31 мая 1975 года в городе Кретей департамента Валь-де-Марн. Активно заниматься греблей начал с раннего детства, проходил подготовку в Париже в местном спортивном клубе US Métro.
Первого серьёзного успеха на взрослом международном уровне добился в 1999 году, когда попал в основной состав французской национальной сборной и побывал на чемпионате мира в Милане, откуда привёз награду бронзового достоинства, выигранную в зачёте четырёхместных каноэ совместно с гребцами Жан-Жилем Граром, Матьё Губелем и Сильвеном Уайе на дистанции 500 метров — в решающем заезде их обошли только экипажи из России и Румынии.
Благодаря череде удачных выступлений Лавин удостоился права защищать честь страны на летних Олимпийских играх 2004 года в Афинах — стартовал в паре с Жозе Ленуаром в двойках на пятистах и тысяче метрах, в обоих случаях сумел дойти лишь до стадии полуфиналов, где финишировал седьмым и пятым соответственно. Вскоре по окончании этих соревнований принял решение завершить карьеру профессионального спортсмена, уступив место в сборной молодым французским гребцам.